# Film in 1993
Dit artikel gaat over de film in het jaar 1993.

## Succesvolste films
De tien films uit 1993 die het meest opbrachten.
| Rang | Titel                | Distributeur       | Opbrengst wereldwijd |
| ---- | -------------------- | ------------------ | -------------------- |
| 1    | Jurassic Park        | Universal Pictures | $ 1.030.314.141      |
| 2    | Mrs. Doubtfire       | Warner Bros.       | $ 441.286.195        |
| 3    | The Fugitive         | 20th Century Fox   | $ 368.875.760        |
| 4    | Schindler's List     | Universal Pictures | $ 321.306.305        |
| 5    | The Firm             | Paramount Pictures | $ 270.248.367        |
| 6    | Indecent Proposal    | Paramount Pictures | $ 266.614.059        |
| 7    | Cliffhanger          | Sony Pictures      | $ 255.000.211        |
| 8    | Sleepless in Seattle | Sony Pictures      | $ 227.799.884        |
| 9    | Philadelphia         | Sony Pictures      | $ 206.678.440        |
| 10   | The Pelican Brief    | Warner Bros.       | $ 195.268.056        |

## Lijst van films
- Acción mutante
- Ad fundum
- Addams Family Values
- The Age of Innocence
- Alive
- The Amy Fisher Story
- Angie
- Arctic Blue
- Arizona Dream
- Batman: Mask of the Phantasm
- Beethoven's 2nd
- Belle van Zuylen - Madame de Charrière
- The Bride with White Hair
- A Bronx Tale
- Candles in the Dark
- Carlito's Way
- Casualties of Love: The Long Island Lolita Story
- Cliffhanger
- Compassion in Exile: The Life of the 14th Dalai Lama
- Conflict of Interest
- Cool Runnings
- Dave
- Dazed and Confused
- Demolition Man
- Dennis the Menace
- Dragon: The Bruce Lee Story
- Falling Down
- Fearless
- The Firm
- For Love or Money
- Free Willy
- The Fugitive
- Germinal
- Gettysburg
- Groundhog Day
- Grumpy Old Men
- Hard Target
- Hartverscheurend
- Heaven & Earth
- Hocus Pocus
- Hot Shots! Part Deux
- The House of the Spirits
- I Am a Promise: The Children of Stanton Elementary School
- Ilse verandert de geschiedenis
- In the Line of Fire
- In the Name of the Father
- Indecent Proposal
- Iron Monkey
- Het is een schone dag geweest
- Jason Goes to Hell: The Final Friday
- Judgment Night
- Jurassic Park
- Just Friends
- De kleine blonde dood
- Last Action Hero
- Lightning Jack
- Little Buddha
- Mad Dog and Glory
- Made in America
- Malice
- Menace II Society
- The Mozart Bird
- Mrs. Doubtfire
- Much Ado About Nothing
- My Life
- Needful Things
- Nord
- Nowhere to Run
- Oeroeg
- Op afbetaling
- Passenger 57
- The Pelican Brief
- Philadelphia
- The Piano
- Poetic Justice
- The Remains of the Day
- Rising Sun
- Robin Hood: Men in Tights
- Rudy
- Sarafina!
- Schindler's List
- Searching for Bobby Fischer
- Shadowlands
- Short Cuts
- Sister Act 2: Back in the Habit
- Six Degrees of Separation
- Sleepless in Seattle
- Sliver
- Sommersby
- Teenage Mutant Ninja Turtles III: Turtles in Time
- The Three Musketeers
- Tim Burton's The Nightmare Before Christmas
- Tombstone
- True Romance
- Trois couleurs: Bleu
- De tussentijd
- Untamed Heart
- Vals licht
- The Vanishing
- Voyage
- The War Room
- Wayne's World 2
- The Wedding Banquet
- What's Eating Gilbert Grape
- What's Love Got to Do with It
- White Snake, Green Snake
- De zevende hemel

1870-1879 · 1880-1889 · 1890 · 1891 · 1892 · 1893 · 1894 · 1895 · 1896 · 1897 · 1898 · 1899 · 1900 · 1901 · 1902 · 1903 · 1904 · 1905 · 1906 · 1907 · 1908 · 1909 · 1910 · 1911 · 1912 · 1913 · 1914 · 1915 · 1916 · 1917 · 1918 · 1919 · 1920 · 1921 · 1922 · 1923 · 1924 · 1925 · 1926 · 1927 · 1928 · 1929 · 1930 · 1931 · 1932 · 1933 · 1934 · 1935 · 1936 · 1937 · 1938 · 1939 · 1940 · 1941 · 1942 · 1943 · 1944 · 1945 · 1946 · 1947 · 1948 · 1949 · 1950 · 1951 · 1952 · 1953 · 1954 · 1955 · 1956 · 1957 · 1958 · 1959 · 1960 · 1961 · 1962 · 1963 · 1964 · 1965 · 1966 · 1967 · 1968 · 1969 · 1970 · 1971 · 1972 · 1973 · 1974 · 1975 · 1976 · 1977 · 1978 · 1979 · 1980 · 1981 · 1982 · 1983 · 1984 · 1985 · 1986 · 1987 · 1988 · 1989 · 1990 · 1991 · 1992 · 1993 · 1994 · 1995 · 1996 · 1997 · 1998 · 1999 · 2000 · 2001 · 2002 · 2003 · 2004 · 2005 · 2006 · 2007 · 2008 · 2009 · 2010 · 2011 · 2012 · 2013 · 2014 · 2015 · 2016 · 2017 · 2018 · 2019 · 2020 · 2021 · 2022 · 2023 · 2024 · 2025